# 후긴 (소프트웨어)
후긴(Hugin, /ˈhʊɡɪn/)은 파블로 디안젤로(Pablo d'Angelo) 등이 개발한 크로스 플랫폼 오픈 소스 파노라마 사진 스티칭 및 HDR 병합 프로그램이다. 헬무트 데르쉬(Helmut Dersch)의 파노라마 툴스(Panorama Tools)와 앤드루 미할(Andrew Mihal)의 Enblend 및 Enfuse를 위한 GUI 프런트엔드이다. 스티칭은 동일한 위치에서 찍은 여러 개의 겹치는 사진을 사용하고 제어점을 사용하여 사진을 정렬하고 변환하여 함께 혼합하여 더 큰 이미지를 형성함으로써 수행된다. 후긴을 사용하면 두 이미지 사이에 제어점을 쉽게(선택적으로 자동) 생성할 수 있으며, 이미지 최적화는 미리보기 창과 함께 변환되어 사용자가 파노라마가 허용 가능한지 확인할 수 있다. 미리보기가 정확하면 파노라마를 완전히 연결하고 변환하여 표준 이미지 형식으로 저장할 수 있다.